# Toma de fábricas en Argentina de 1964
La toma de fábricas en Argentina se realizó entre mayo y junio de 1964. Dicha medida de fuerza está enmarcada en el plan de lucha de la CGT, desarrollado entre 1963 y 1965. La segunda etapa –la toma de fábricas- del plan tuvo como objetivo obtener una serie de demandas político-sindicales durante el gobierno de Arturo Umberto Illia.

## Introducción
Entre mayo y junio de 1964 se desarrolló en Argentina una serie de ocupaciones de fábricas que abarcó gran parte del territorio nacional y constituyó un acontecimiento relevante para la vida social y política del país. Esta serie de ocupaciones de establecimientos fabriles formó parte de un plan de lucha encabezado por los trabajadores sindicalizados en la CGT (Central General de Trabajadores), siendo esta medida de fuerza la segunda etapa de un total de cinco, hechas entre un periodo que abarca desde mayo de 1963 hasta octubre de 1965.  
La toma de fábricas de 1964 no se debe analizar sólo como un acontecimiento limitado al plano sindical. Por fuera de ello, el proceso transcurre en el escenario de una lucha política-social de una serie de actores, que otorga una gran complejidad al hecho. Es por ello que el fenómeno ha sido estudiado desde muchas aristas: conflicto peronismo-anti peronismo; conflicto entre Augusto Vandor (líder sindical) y Juan Domingo Perón; tensión entre bases de trabajadores y cúpulas sindicales; entre otras.

## La medida
El 1º de mayo de 1964 se reúne el Comité Central Confederal, el cual aprueba "poner en ejecución la segunda etapa del plan de lucha en la siguiente forma:
- a) Entre el lunes 18 de mayo y el día 15 de junio, ocupación parcial, zonal y por grupos en la forma que indicará el Consejo Directivo de la CGT;
- b) Entre el 15 y el 18 de junio, como culminación de esta segunda etapa, ocupación total y simultánea en todo el país por el término de 24 horas;
- c) El Consejo Directivo de la CGT planificará con la consulta correspondiente a los organismos confederados todas estas acciones de lucha a los efectos de una perfecta eficacia y sincronización;
- d) Las organizaciones confederadas tomarán todas las disposiciones para cumplir estrictamente todas las consignas de los cuerpos directivos y asegurar el máximo de disciplina y seguridad; y cualquier modificación que requiera el presente plan deberá motivar, para su consideración, la convocatoria del Comité Central Confederal".

La lucha es llevada a cabo con un alto grado de disciplina y organización. Se cierran las puertas, se cortan las comunicaciones con el exterior; en algunos casos, los obreros colocan barricadas delante de las puertas de acceso de los lugares de trabajo; en todos los casos, se paralizan las actividades. En numerosas ocupaciones se toman rehenes entre los propietarios, el personal directivo, técnico, administrativo y de seguridad como medida preventiva ante una posible represión policial. Las ocupaciones duran entre cuatro y seis horas, excepto en el último operativo, en que se prolongan por 24 horas. En aquellas ocupaciones en que los propietarios presentan la denuncia, concurre un juez federal acompañado de la policía, los cuales instan a desalojar el establecimiento. Por lo general, los obreros acatan la orden de desalojo casi de inmediato, aunque en algunos casos resisten la acción judicial y policial antes de finalmente acatarla.
El plan de ocupaciones se desarrolla a lo largo de siete operativos, entre el 21 de mayo y el 24 de junio de 1964, que se realizan en los siguientes días: el primero, el 21 de mayo; el segundo, el 27; el tercero, el 29; el cuarto, el 2 de junio; el quinto se divide en dos fases: la A, el 3, en la ciudad de Paraná y la B, el 5 en la ciudad de Santiago del Estero; el sexto, el 18; y el séptimo, el 24 de junio.

### Toma de fábricas en la ciudad de La Plata
Los operativos en la regional de la CGT de La Plata, Berisso y Ensenada fueron los días 29 de mayo y 18 de junio, y se sintieron con fuerza en las dos últimas localidades, ya que se ocuparon los Frigoríficos Armour y Swift, la hilanderia Pattent Knitting, parte de la flota de YPF, pararon las instalaciones navales, la fábrica de ácido sulfúrico, la Petroquímica Sudamericana y el todo el personal fuera de la línea de producción de la Destilería YPF y Talleres. En La Plata se sintió en pequeños y medianos talleres y fábricas.

## Etapas del plan del lucha
Entre 1963 y 1965 se dio un proceso de unificación de los cuadros sindicales y búsqueda de amplias alianzas. En enero de 1963 se celebra el Congreso Normalizador de la CGT, en el que se elige la nueva conducción nacional de la central obrera (formada por dirigentes de las 62 Organizaciones Peronistas y de los Gremios Independientes en partes iguales) y se decide la realización del plan de lucha. Su objetivo es lograr una serie de reivindicaciones, tanto económicas como sociales y políticas, que conforman de hecho un programa de gobierno.
```
la CGT convoca a la primera huelga general durante el gobierno de Illia, acompañada de una concentración frente al Congreso Nacional.
```

El 16 de enero de 1964 el Comité Central Confederal de la CGT establece el calendario para la realización de la segunda etapa del plan de lucha, que consistirá en un plan de ocupaciones masivas de establecimientos.
El 3 de agosto el movimiento obrero organizado sindicalmente pone en marcha la tercera etapa del plan de lucha, con el objetivo de exigir al gobierno "el cambio de las estructuras económicas, sociales y políticas". El medio de lucha utilizado en esta etapa es el de los llamados cabildos abiertos, que consisten en actos públicos y concentraciones, en los cuales distintos oradores plantean sus posiciones y propuestas en relación con la situación nacional. Se llevan a cabo en numerosas ciudades del país durante agosto y setiembre. A diferencia de la segunda etapa que se desarrolla principalmente en las más grandes ciudades industriales, esta etapa se desarrolla principalmente en ciudades medianas o pequeñas del interior. A la vez, la CGT apoya la lucha del movimiento estudiantil universitario, en reclamo de mayor presupuesto, bajo la forma de ocupación de facultades y manifestaciones.
En noviembre y diciembre se desarrolla la cuarta etapa del plan de lucha, que consiste en la realización de concentraciones y marchas en distintas ciudades, para culminar en una huelga general por 48 horas los días 17 y 18 de diciembre, que es apoyada por organizaciones políticas, estudiantiles, de profesionales, etc. En la mayoría de las concentraciones realizadas se producen choques callejeros entre obreros y la policía; se producen también numerosas detenciones.
Simultáneamente, a comienzos de diciembre de 1964 se lleva a cabo el llamado Operativo Retorno de Perón al país, organizado desde meses antes. Desde octubre (visita de De Gaulle, 17 de octubre) movilizaciones y actos tienen como eje la lucha por el retorno de Perón, lo que después continúa en el marco de la cuarta etapa del Plan de lucha. Sin embargo, el retorno no puede hacerse efectivo, ya que el avión en que viaja Perón es detenido en Río de Janeiro, impidiéndose la continuación del viaje. Se producen intentos de manifestaciones por parte de obreros que son dispersados por la policía. 
A raíz del fracaso del Operativo Retorno, se produce un conflicto dentro de las 62 Organizaciones: algunos dirigentes alineados con Andrés Framini acusan a la conducción del nucleamiento de traidores por no haber llamado a una huelga general en apoyo de Perón. En julio de 1965 la CGT resuelve lanzar la quinta etapa del plan de lucha, que consiste en marchas y actos en Capital y Gran Buenos Aires.

## Datos a tener en cuenta
Según datos historiográficos y de la época, se calcula que la medida efectuada a lo largo de siete operativos conllevó la paralización efectiva de aproximadamente 11000 establecimientos de trabajo, así como la participación de casi cuatro millones de trabajadores. En general, las ocupaciones se producen en las principales jurisdicciones del país: Capital Federal y provincias de Buenos Aires, Córdoba y Santa fe. Estas se dan en un ámbito mayoritariamente urbano, teniendo mayor incidencia en las ciudades más importantes e industrializadas de la Argentina (salvo excepciones como la ocupación de viñedos en áreas rurales de la provincia de San Juan).
Las ocupaciones son encabezadas casi en su totalidad por asalariados insertos en la rama industrial, mayoritariamente en la metalúrgica y la textil. Sectores de trabajadores del transporte forman parte de la medida, aunque utilizando la huelga como vía de protesta, ya sea por su negativa a utilizar la ocupación o por su imposibilidad de hacerlo. También hay registros de participación por parte de asalariados bancarios y estatales, aunque su incidencia es mucho menor. Las tomas fueron efectuadas principalmente por los obreros de las grandes industrias, quienes tuvieron que enfrentarse a trabajadores más ligados a las tareas administrativas y técnicas de las empresas, quienes se opusieron en general a la medida.